# NGC 7394
NGC 7394 este o galaxie situată în constelația Șopârla. A fost descoperită în 12 septembrie 1829 de către John Herschel.